# Bramwell Booth

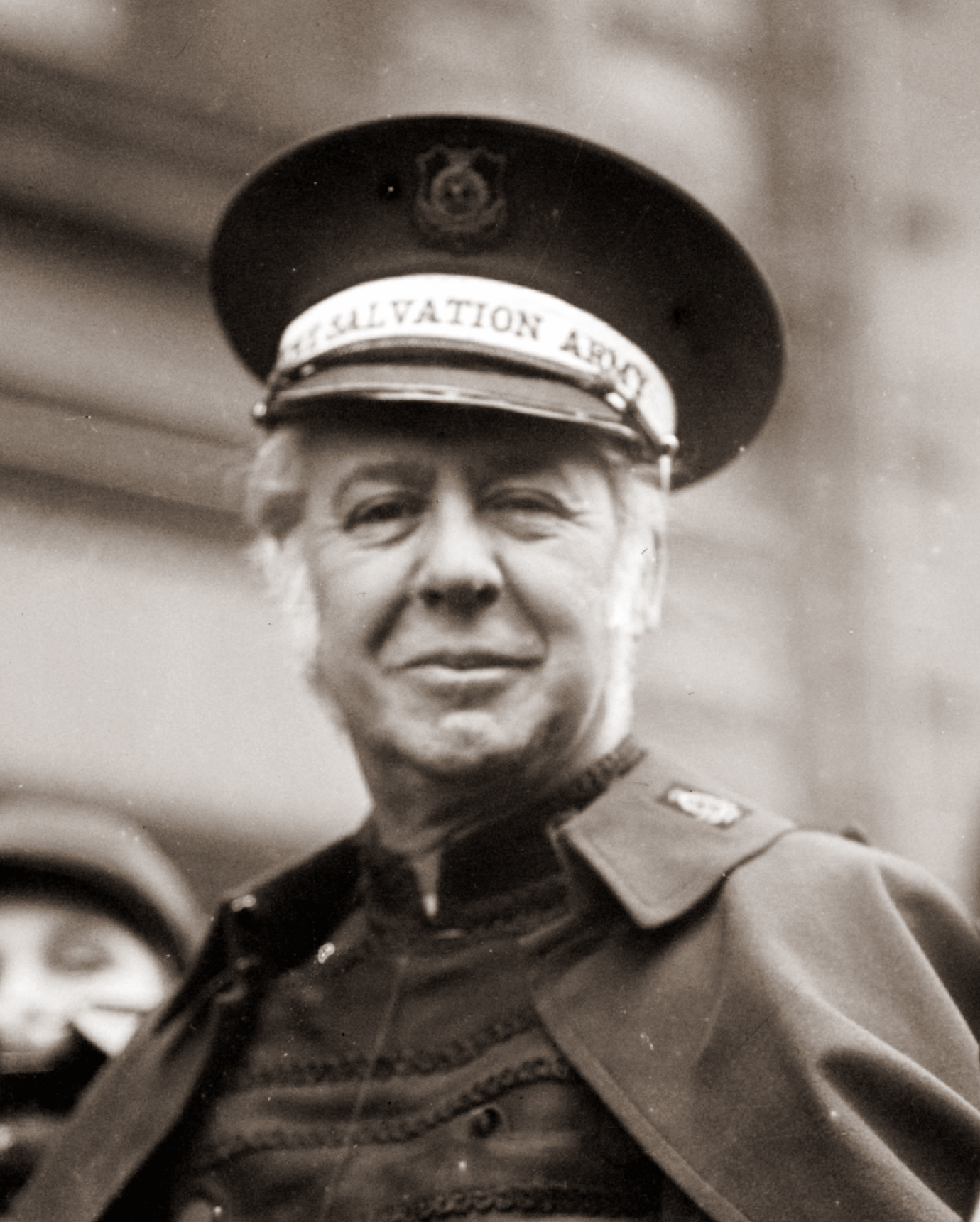
Bramwell Booth

William Bramwell Booth (* 8. März 1856 in Halifax; † 16. Juni 1929 in London) war ein englischer Theologe und Prediger. Von 1881 bis 1912 war er der erste Stabschef und von 1912 bis 1929 der zweite General der Heilsarmee, und in diesem Amt somit der Nachfolger seines Vaters William Booth.

## Biographie
Bramwell Booth wurde als erstes Kind von William Booth und Catherine Mumford geboren. Er hatte zwei Brüder und fünf Schwestern. Darunter waren Evangeline Booth, Catherine Booth-Clibborn, Emma Booth-Tucker und Ballington Booth. Durch den Dienst des Vaters William zog die Familie mehrmals um, bis sie schließlich 1865 in London sesshaft wurden. Bramwell Booth war an der Entstehung der Heilsarmee beteiligt, von den Anfängen der von seinem Vater gegründeten ‚Christlichen Mission’ bis zu einer internationalen Organisation mit zahlreichen sozialen und religiösen Aktivitäten.
In seiner Familie als 'Willie' bekannt hatte Booth in seiner Jugend eine schwache Gesundheit und erlitt einen leichten Hörverlust. Trotzdem begann Bramwell schon 1870, im Alter von vierzehn Jahren, in der Organisation und Durchführung einer Armenspeisung in der Christlichen Mission seines Vaters mitzuarbeiten. Er beabsichtigte nach seiner schulischen Ausbildung Medizin zu studieren. Bramwell Booth fürchtete sich davor, in der Öffentlichkeit zu sprechen. Trotz dieser Hindernisse wurde er William Booth' Sekretär, Berater und Administrator. 1874 war er schon Vollzeitmitarbeiter der Organisation seines Vaters (damals noch Christliche Mission) und, als 1878 aus der Christlichen Mission die Heilsarmee wurde, ein Offizier.
Der Name Heilsarmee entstand durch einen Vorfall, an dem Bramwell Booth maßgeblich beteiligt war. Im Mai 1878 diktierte William Booth seinem Sekretär einen Brief mit dem Satz "We are a volunteer army." (Wir sind eine Armee von Freiwilligen.) Bramwell hörte diesen Satz und sagte: "Freiwilliger? Ich bin kein Freiwilliger, ich bin ein regulärer Soldat oder gar nichts!" William Booth ließ daraufhin das Wort "Freiwilliger" streichen und durch das Wort "Salvation" (Heil) ersetzen.
Am 12. Oktober 1882 heiratete Bramwell die Heilsarmee-Offizierin Florence Eleanor Soper. Nach ihrer Hochzeit übernahm Florence Booth die Leitung des Frauen-Sozialwerk der Heilsarmee. Aus der Ehe gingen fünf Töchter und zwei Söhne hervor, die später alle in den Dienst der Heilsarmee traten. Bramwell Booth starb am 16. Juni 1929 im Kreis seiner Familie. Er wurde in der Nähe seiner Eltern auf dem Friedhof Abney Park Cemetery in London beigesetzt.

### General der Heilsarmee
Nach dem Tod von William Booth im Jahr 1912 wurde Bramwell zu seinem Nachfolger als General der Heilsarmee. Durch eine testamentarische Verfügung ernannte William seinen Sohn schon vor seinem Tod durch einen verschlossenen Umschlag, der erst nach seinem Tod geöffnet wurde. Diese Form der Nachfolgebestimmung war in der Gründungsurkunde der Heilsarmee von 1878 festgelegt. Wie schon sein Vater übte Bramwell sein Amt autokratisch aus und erwartete vollständigen Gehorsam. Die ersten Jahre seines Amtes als General waren überschattet vom Ersten Weltkrieg, der die Internationalität der Heilsarmee bedrohte. Denn die Heilsarmee hatte ihre Salutisten sowohl in Großbritannien als auch in Deutschland. In seiner Weihnachtsbotschaft von 1915 betonte Booth: "Jedes Land ist mein Vaterland, denn jedes Land ist meines Vaters Land.
Bramwell wurde mit Vorwürfen aus den eigenen Reihen konfrontiert, die Heilsarmee sei eine Vetternwirtschaft, indem er seine eigene Kinder für Positionen benannte, obwohl offensichtlich andere dafür geeigneter gewesen wären. Ähnliche Vorwürfe gab es auch schon bei seinem Vater, der seine eigenen Kinder in hochrangige Positionen berief. Dies führte zu der Behauptung, die Heilsarmee sei ein Booth-Familienbetrieb. Allerdings wehrte William Booth sich gegen diese Behauptung, in dem er seinen Kindern sagte: "Die Heilsarmee gehört nicht euch oder mir, sie gehört der Welt." Dennoch gab es eine Unzufriedenheit unter den hochrangigen Offizieren, darunter auch Edward J. Higgins, der damalige Stabschef, und George L. Carpenter. Auch andere hochrangige Offiziere hinterfragten den Führungsstil von Bramwell Booth, darunter seine eigene Schwester Evangeline Booth und sein Schwager Frederick Booth-Tucker.
Im Mai 1928 begann sich der Gesundheitszustand von Bramwell zu verschlechtern, und ab September 1928 litt er unter Schlaflosigkeit und Depressionen. Das Angebot, sein Amt wegen seines schlechten Gesundheitszustands niederzulegen, lehnte er ab. Am 8. Januar 1929 wurde daraufhin zum ersten Mal der Hohe Rat der Heilsarmee einberufen; ein Beirat, bestehend aus allen Kommandeuren und Landesleitern der Heilsarmee, der dem General zur Seite steht und seit 1929 den General wählt.
Bramwell weigerte sich zurückzutreten in dem Glauben, seine Gesundheit sei bald vollständig wiederhergestellt. Jedoch stimmte der Hohe Rat am 13. Februar 1929 mit 52 gegen 5 Stimmen, dass die Amtszeit von Bramwell als General enden sollte. Der Hohe Rat wählte daraufhin den Stabschef Edward J. Higgins zum 3. General der Heilsarmee. Am 29. April 1929 wurde Bramwell Booth durch einen Brief von Premierminister Stanley Baldwin mitgeteilt, dass der britische König Georg V. ihn mit dem Order of the Companions of Honour auszeichnen wolle.